# Carmen Yen-Méndez
María del Carmen Yen-Méndez (n. 30 de septiembre de 1963) es una botánica mexicana, de la UNAM. Desarrolla actividades académicas en la Subdirección de Planeación y Desarrollo, en la Facultad de Ciencias Forestales, de la Universidad Autónoma de Nuevo León.

## Algunas publicaciones
- eduardo Estrada Castillón, carmen Yen Méndez, alfonso Delgado Salinas, josé a. Villarreal Quintanilla. 2004. Leguminosas del centro del Estado de Nuevo León. Anales del Instituto de Biología serie Botánica volumen 75, N.º 1: 73-85

- ------------------------------------------, -------------------------------, alberto Lafón Terrazas. 1999. Flora del Centro del Estado de Chihuahua. En: Cross Border Waters. Editores G. J. Gottfried, C. B. Edminster, Madelyn C. Dillon, edición ilustrada de DIANE Publishing, 341 pp. ISBN 0788181599 resumen en línea

## Honores
- 2004-2005: Mérito Académico.[2]